# René Hoppe
Pour les articles homonymes, voir Hoppe.
Rene Hoppe, né le 9 décembre 1976 à Oelsnitz/Vogtl., est un sportif allemand pratiquant le bobsleigh.

## Palmarès

### Jeux Olympiques
- Médaille d'or en bob à 4 en 2006.

### Championnats monde
- Médaille d'or en bob à 4 en 2000, 2003, 2004, 2005 et 2008.
- Médaille d'argent en bob à 2 en 2000 et en bob à 4 en 2001.
- Médaille de bronze en bob à 4 en 2007[1].

### Coupe du monde
- 28 podiums  : 
  - en bob à 4 : 16 victoires, 7 deuxièmes places et 5 troisièmes places.

#### Détails des victoires en Coupe du monde
| Édition   | Bob à 4                                                           |
| 2002-2003 | Altenberg Igls Calgary                                            |
| 2003-2004 | Calgary Lake Placid Altenberg Saint-Moritz Cortina d'Ampezzo Igls |
| 2005-2006 | Calgary                                                           |
| 2007-2008 | Königssee Winterberg                                              |
| 2009-2010 | Altenberg Königssee Saint-Moritz Igls                             |